# Andrzej Żurawski (koszykarz)
Andrzej Żurawski (ur. 1959) – polski koszykarz występujący na pozycjach obrońcy, reprezentant Polski.

## Osiągnięcia
Klubowe
- 2-krotny mistrz Polski (1985, 1986)
- 4-krotny brązowy medalista mistrzostw Polski (1981, 1984, 1989, 1991)
- Zdobywca Pucharu Polski (1983)
- 2-krotny finalista Pucharu Polski (1984, 1989)

Reprezentacja
- Uczestnik mistrzostw Europy (1985)